# Gaullin
Gaullin (* in Panevėžys, bürgerlich Linas Gaudutis) ist ein litauischer Musikproduzent.

## Karriere
Gaullin begann im Jahr 2017 mit Single-Veröffentlichungen auf Soundcloud. Im Sommer 2018 erschien die Single Moonlight, eine Coverversion des gleichnamigen Liedes des US-amerikanischen Rappers XXXTentacion, welcher einige Monate zuvor verstorben war. Gaullin hatte den Titel bereits vor dessen Ableben produziert, veröffentlicht wurde er aber erst einige Wochen später. Das Original entwickelte sich im Spätsommer 2018 zu einem weltweiten Charterfolg, während Gaullins Cover zuerst nur in seinem Heimatland bei Spotify erfolgreich war. Ende 2018 war der Song dann zuerst in Polen, Anfang 2019 auch im deutschsprachigen Raum und in Frankreich in den vorderen Rängen bei Spotify. Ab März 2019 breitete sich der Song in Mittel- und Osteuropa aus und konnte in einige Musikcharts einsteigen.
Gaullin steht bei Lithuania HQ und B1 Recordings unter Vertrag.

## Diskografie

### EPs
- 2018: Wonder

### Singles
- 2017: Crush (mit Lucky Luke)
- 2017: Time (mit EveBel)
- 2017: We Can
- 2017: Close Your Eyes (mit Aivarask)
- 2017: Out My Mind (mit LTGTR feat. Mar Q)
- 2017: Sun Goes Down
- 2017: Wait
- 2017: Leave the World (mit Dwin)
- 2018: Step Back (mit LTGTR)
- 2018: All the Things
- 2018: Over You (mit HGZ)
- 2018: Where R U (mit Kaan Pars)
- 2018: Friend (mit Lucky Luke)
- 2018: Find You
- 2018: Bang Bang 99 (mit Dwin)
- 2018: Talk to Me
- 2018: Op Opa
- 2018: Like U
- 2018: I Can See
- 2018: Moonlight
- 2019: Without Me
- 2019: Sweater Weather (mit Julian Perretta)
- 2020: Heart Rate
- 2020: Cherry Cola (mit Lucky Luke)
- 2020: Ballin’ (mit Digital Farm Animals feat. Tim North)
- 2020: Top Down (mit Lucky Luke und Tim North)
- 2020: GO
- 2021: Lemonade (mit Himate)
- 2021: Hi Don’t Cry (mit Lucky Luke und NotSoBad)
- 2021: Seven Nation Army (mit Julian Perretta)

### Gastbeiträge
- 2018: Sun Goes Down (AkroSonix feat. Gaullin)

### Remixe
- 2017: Dwin – LaLaLaLaLa
- 2019: Winona Oak – He Don’t Love Me

## Auszeichnungen für Musikverkäufe
| Goldene Schallplatte - Frankreich - 2023: für die Single Seven Nation Army Platin-Schallplatte - Dänemark - 2024: für die Single Moonlight - Frankreich - 2023: für die Single Moonlight - Kanada - 2021: für die Single Moonlight | 3× Platin-Schallplatte - Polen - 2020: für die Single Moonlight |

Anmerkung: Auszeichnungen in Ländern aus den Charttabellen bzw. Chartboxen sind in ebendiesen zu finden.
| Land/RegionAuszeichnungen für Musikverkäufe (Land/Region, Auszeichnungen, Verkäufe, Quellen) | Gold  | Platin     | Verkäufe | Quellen           |
| -------------------------------------------------------------------------------------------- | ----- | ---------- | -------- | ----------------- |
| Dänemark (IFPI)                                                                              | —     | Platin1    | 90.000   | ifpi.dk           |
| Deutschland (BVMI)                                                                           | —     | Platin1    | 400.000  | musikindustrie.de |
| Frankreich (SNEP)                                                                            | Gold1 | Platin1    | 300.000  | snepmusique.com   |
| Kanada (MC)                                                                                  | —     | Platin1    | 80.000   | musiccanada.com   |
| Polen (ZPAV)                                                                                 | —     | 3× Platin3 | 60.000   | olis.pl           |
| Insgesamt                                                                                    | Gold1 | 7× Platin7 |          |                   |

## Belege
1. 1 2  Chartquellen: DE AT
2. ↑  https://www.fazemag.de/litauens-dj-szene-gaullin-mit-seiner-ersten-single-moonlight/
3. ↑  https://www1.wdr.de/radio/1live/musik/neu-fuer-den-sektor/gaullin-moonlight-100.html
4. ↑  https://kworb.net/spotify/track/0A5gdlrpAuQqZ2iFgnqBFW.html